# Дрантя (казка)
«Дрантя» — англійська казка, записана Джозефом Джейкобсом у збірці «Більше англійських казок».
За класифікацією Аарне-Томпсона це казка типу 510B, «неприродне кохання». Інші казки цього типу: «Ситникова Шапочка», «Котяча Шкіра», «Маленька Котяча Шкурка», «Різношерстка», «Король, який хотів одружитися зі своєю донькою», «Ведмедиця», «Осляча Шкура», «Моховик», «Принцеса, що носила сукню з кролячої шкурки», «Ведмідь».

## Опис
Заможний пан не мав живих родичів, окрім маленької онуки, і оскільки її мати, його дочка, померла під час пологів, він заприсягнувся, що ніколи не буде дивитися на свою онуку. Він сидів у своєму замку і оплакував свою померлу доньку. Онука росла зовсім занедбаною, і за її пошарпаний одяг її прозвали «Дрантям». Вона проводила свої дні в полях, маючи за компаньйонку лише Гусятника.
Її дідуся запросили на королівський бал. Він обстриг волосся, бо воно прив'язувало його до крісла, і почав готуватися до поїздки. Старенький Гусятник благав дідуся взяти її з собою, але він відмовився. Тоді її друг-Гусятник запропонував піти і подивитися на бал самим. Він грав на сопілці, і вони весело танцювали по дорозі. Багато вбраний юнак запитав у них дорогу до міста. Почувши, що вони йдуть туди, він пішов разом з ними і попросив Дрантя вийти за нього заміж. Вона сказала йому, що він може обрати собі наречену на королівському балу. Тоді принц сказав їй, щоб вона прийшла опівночі на королівський бал у тому вигляді, в якому була, і він буде з нею танцювати.
Вона пішла, і Гусятник прийшов на бал з усіма своїми гусьми. Всі дивилися на них і дивувалися. Але принц, найкраще вбраний юнак, підвівся і сказав своєму батькові, що це та дівчина, з якою він хоче одружитися. Гусятник заграв на сопілці, і весь одяг Дрантя перетворився на блискучі шати, а гуси — на пажів, які тримали її шлейф. Всі схвалили, і принц одружився з нею.
Гусятник зник, і більше його ніхто не бачив.
Дідусь Дрантя, який поклявся ніколи не дивитися на неї, повернувся до свого замку і досі носить там траур.

## Коментар
Це незвичний варіант 510B, в якому героїню зазвичай переслідує батько, а не дідусь, і в якому вона тікає перед балом, щоб врятуватися від нього. Маріан Роальф Кокс класифікував його не як «Котячу шкуру», а як «невизначену» версію.
ЦЦе також незвично, адже в казках типу 510B героїня зазвичай викликає відразу через свій бідний одяг: будь то одяг з котячої шкіри в «Котячій Шкірі», верхня сукня з рогози «Ситникова Шапочка» або сукня з різного хутра в «Різношерстці».
Гусятник, незважаючи на своє незвичне місце у зачині казки, виконує функцію фігури-опікуна, яка часто зустрічається в казках.